# Polypodium madrense
Polypodium madrense là một loài thực vật có mạch trong họ Polypodiaceae. Loài này được J. Sm. miêu tả khoa học đầu tiên năm 1854.